# Honda Varadero
Honda Varadero – motocykl marki Honda, kategoria turystyczne enduro, produkowany w różnych generacjach od roku 1999 do 2012.
Pod wspólną nazwą Varadero produkowany jest zarówno lekki jak i ciężki motocykl.
Motocyklem lekkim jest XL125V Varadero, motocyklem ciężkim XL1000V Varadero.

## Honda XL1000V Varadero (1999-2002)

### Dane techniczne
- Typ silnika: Chłodzony cieczą, 4-suwowy, 2-cylindrowy, układ V 90 stopni
- Pojemność: 996 cm³
- Średnica x skok tłoka: 98 x 66 mm
- Stopień sprężania: 9:1
- Układ zasilania: dwa gaźniki 42 mm
- Maks. moc: 70 kW (94 KM)/ 8000 obr./min
- Maks. moment obrotowy (Nm / obr): 99 Nm / 6000 obr./min
- Układ zapłonowy: Z mikroprocesorem
- Rozrusznik: Elektryczny
- Skrzynia biegów: 5-biegowa
- Wymiary (dł. x szer. x wys.): 2295 x 880 x 1460 mm
- Rozstaw osi: 1560 mm
- Wysokość siedzenia: 845 mm
- Prześwit: 195 mm
- Pojemność zbiornika paliwa: 25 litrów
- Masa pojazdu w stanie suchym: 220 kg
- Koło przednie: 19 cali
- Koło tylne: 17 cali
- Opona przednia: 110/80 R19
- Opona tylna: 150/70 R17
- Zawieszenie przednie: teleskopowe 43 mm, skok 175 mm
- Zawieszenie tylne: wahacz aluminiowy, skok 155 mm
- Hamulce przednie: podwójny tarczowy 296 mm, układ CBS
- Hamulce tylne: pojedynczy, tarczowy 256 mm, układ CBS
- Prędkość maksymalna: 204 km/h

## Honda XL1000V Varadero (2003-2006)

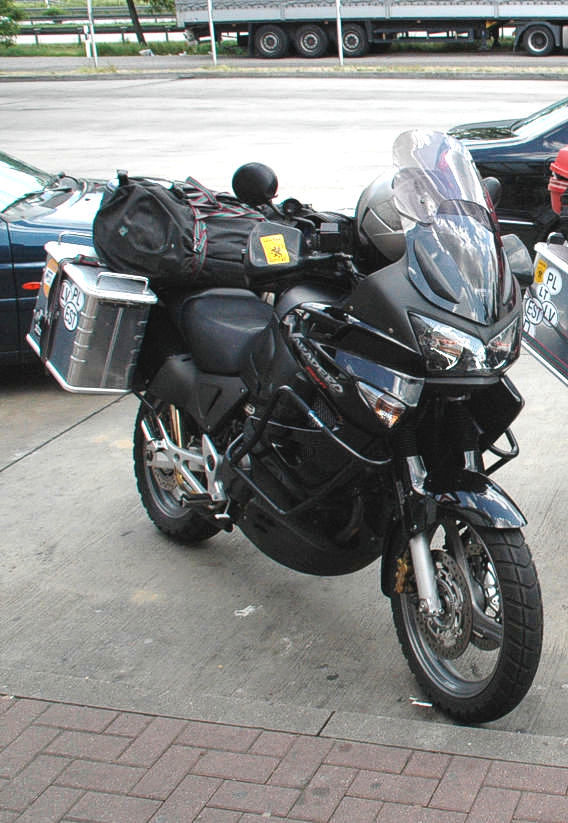
Varadero 2005

### Dane techniczne
- Typ silnika: Chłodzony cieczą, 4-suwowy, 2-cylindrowy, układ V
- Pojemność: 996 cm³
- Średnica x skok tłoka: 98 x 66 mm
- Stopień sprężania: 9,8:1
- Układ zasilania: wtrysk PGM-F1
- Maks. moc: 70 kW (94 KM)/ 8000 obr./min
- Maks. moment obrotowy (Nm / obr): 98 Nm / 6000 obr./min
- Układ zapłonowy: Sterowany komputerowo cyfrowy tranzystorowy z elektronicznym wyprzedzeniem
- Rozrusznik: Elektryczny
- Skrzynia biegów: 6-biegowa
- Wymiary (dł. x szer. x wys.): 2295 x 925 x 1500 mm
- Rozstaw osi: 1560 mm
- Prześwit: 181 mm
- Pojemność zbiornika paliwa: 25 litrów
- Masa pojazdu w stanie suchym: 235 kg (241,5 kg z ABS)
- Koło przednie: 19 cali
- Koło tylne: 17 cali
- Opona przednia: 110/80 R19
- Opona tylna: 150/70 R17
- Zawieszenie przednie: teleskopowe 43 mm, skok 155 mm
- Zawieszenie tylne: wahacz aluminiowy, skok 145 mm
- Hamulce przednie: podwójny tarczowy 296 mm, układ CBS + ABS (opcja)
- Hamulce tylne: pojedynczy, tarczowy 256 mm, układ CBS
- Prędkość maksymalna: 204 km/h

## Honda XL1000V Varadero (2007~)

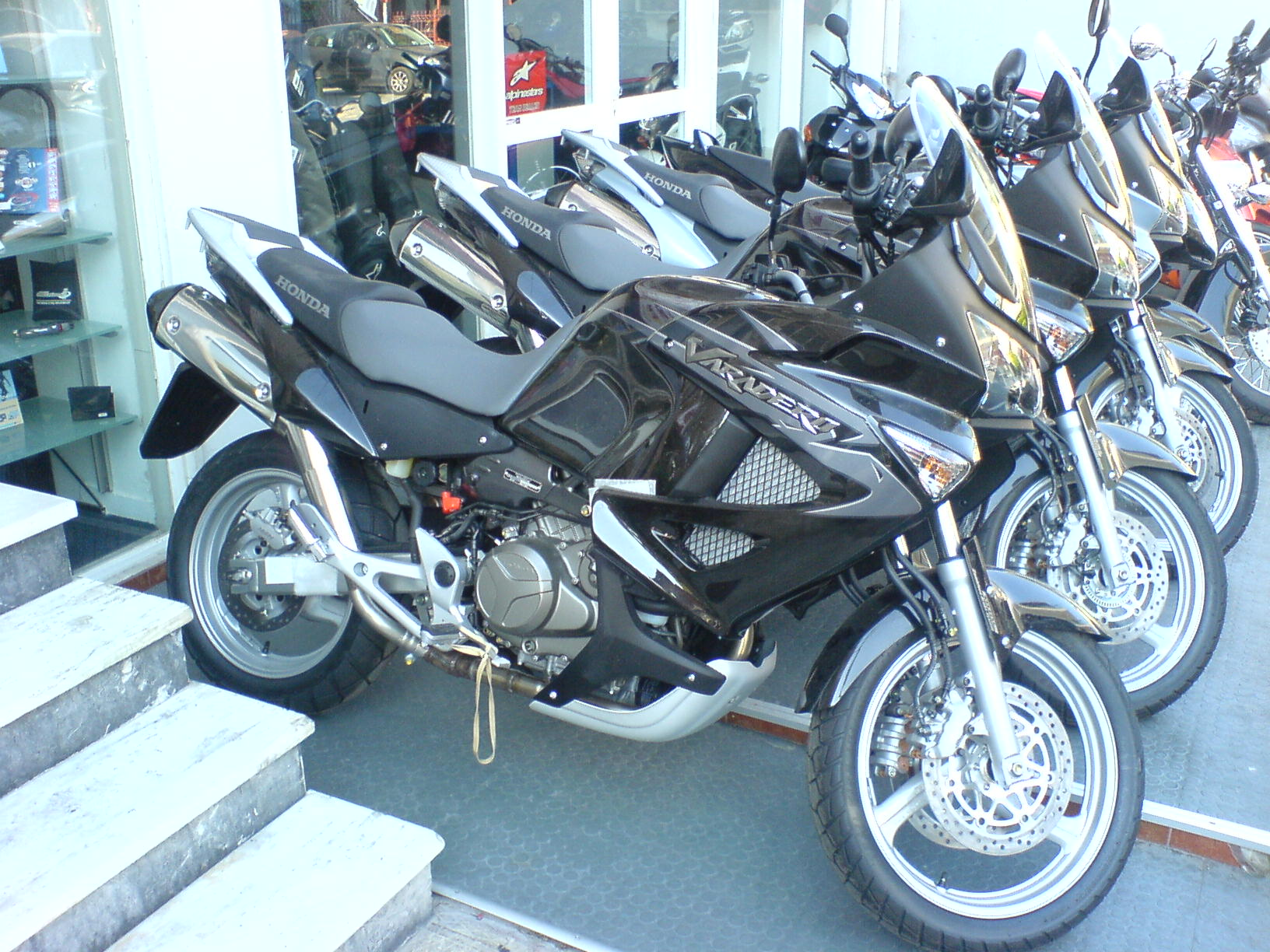
Varadero 2008

Zmiany w dotyczą nie tylko obudów, dodatków i zestawu liczników, w silniku obniżono obroty mocy maksymalnej do 7500 obr./min., wyeliminowano ręczne urządzenie rozruchowe (tzw. ssanie), silnik spełnia wymagania normy EURO3.